# Евґеніуш Дембський
Евгені́уш Де́мбський (пол. Eugeniusz Dębski; нар. 26 січня 1952) — польський письменник-фантаст. Пише під псевдонімами: Ед, Гено, Оуен Їтс, Пірс О'Отулі, ЄвҐеніуш та ін. Наразі проживає у Вроцлаві.

## Біографія
Евгеніуш Дембський народився в Україні і до шести років жив у курортному містечку Трускавець, до якого приїжджали з усього СРСР попити знаменитої води «Нафтусі». Добре знає українську й російську мови. Ставлення до краю, у якому народився, у нинішнього польського громадянина дуже тепле. Він зізнається, що любить його не менше, ніж Польщу, а інколи навіть більше. Ім'я Евгеніуш (в українській Євген, у російській Евгений) має грецьке походження й означає «доброго роду, благородний». Пишучи велику літеру Ґ у псевдонімі ЕвҐеніуш письменник виділяє другу частину свого імені «ґеніуш», що польською означає «геній». Сам ніде не уточнює, чи він має на увазі геній як найвищий ступінь обдарованості, чи міфічного грецького демона — чоловічого духа-хранителя.
1976 року закінчив факультет російської філології у Вроцлавському університеті. Як автор науково-фантастичного твору дебютував 1984 року оповіданням «Найважливіший день 111394 року» («Fantastyka», nr. 5, 1984). У жартівливо-філософській формі автор зачепив чи не найболючішу тему співіснування чоловіка й жінки в сім'ї й вустами одного з героїв оповідання виголосив суперечливу думку про те, що чоловіки можуть дихати самостійно, без допомоги й участі своїх дружин. За рік, 1985-го вийшла збірка оповідань із такою ж назвою.
На початок 2012 року письменник мав у своєму доробку 95 оповідань і 25 повістей у жанрі наукової фантастики й фентезі. Найвідоміші цикли письменника — пригоди детектива Оуена Їтса й лицаря-хамелеона Гонделика. 
Твори Дембського перекладали німецькою, угорською, чеською та російською мовами. Шість повістей із циклу про пригоди Оуена Їтса видані в Росії у видавництві «Крилов».
Останні твори письменника про Мохерфакера (Мохерфакер делікатною українською можна перекласти як «Винищувач мохерових беретів») просякнуті міфологією творів американського письменника Говарда Лавкрафта, творця оригінального стилю — суміші горору, містики й фентезі. Герої творів Дембського — польський та російський поліцейські. Події відбуваються в Польщі та Росії (у Петербурзі).
1997 року став членом Товариства Польських письменників (ТПП), 2005 року був обраний головою Вроцлавського відділення ТПП.
Е. Дембський брав участь у створенні комп'ютерної гри «Crime Cities».

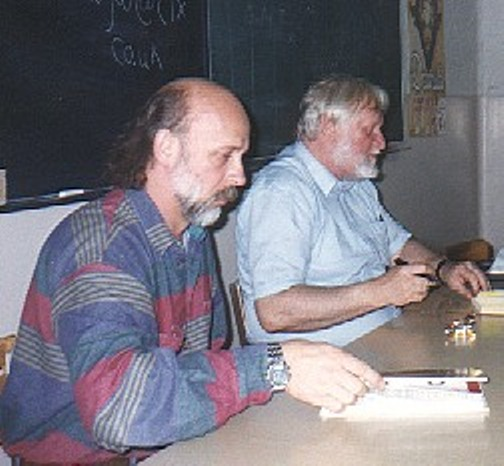
Євгеніуш Дембський і Кір Буличов, 1997 г.

Є одним із провідних польських перекладачів російськомовної фантастики. Переклав твори Кіра Буличова, Ніка Перумова, Володимира Васильєва, В'ячеслава Рибакова, Кирила Єськова, Андрія Лазарчука, Марини та Сергія Дяченків, Святослава Логінова, Олега Дивова, Віктора Пелевіна, Леоніда Кудрявцева, Антона Первушина і Єлени Первушиної, Єлени Хаєцької та інших.
Е. Дембський — автор задуму, засновник і натхненник Асоціації польських письменників-фантастів, метою якої мав бути вибір найкращих польських творів. Але через три роки діяльності ця організація припинила своє існування через слабку підтримку колег-професіоналів.
Інший польський письменник-фантаст зі схожим прізвищем Рафал Дембський не є родичем Евгеніуша Дембського.